# Спитак
Спита́к (арм. Սպիտակ), ранее Амамлу, — город на юго-западе Лорийской области Армении, на реке Памбак, в 97 км от Еревана.
Город был разрушен во время катастрофического землетрясения 1988 года, после которого начал отстраиваться заново.
Имеется железнодорожная станция.

## Этимология
«Спитак» с армянского языка переводится как «белый». Прежнее название «Амамлу» происходит от тюркского «аммамлы» (баня), что могло быть связано с наличием тёплых источников.

## География
Город расположен на реке Памбак.

## История
Район современного Спитака, вероятно, был заселен с 4-го тысячелетия до нашей эры, основываясь на древних поселениях, найденных на окружающих холмах. Многие остатки, найденные на холме Сардар, относятся к бронзовому веку. Позже регион был включен в состав царства Урарту в VII веке до нашей эры. Между IV и II веками до нашей эры регион входил в состав Ервандидской Армении, а затем в 189 год до н. э. регион начали править Арташесиды. Область была включена в гавар Ташир исторической провинции Гугарк Великой Армении.
В IX веке территория Ташира вошла в состав недавно основанного Багратидского царства. С созданием Ташир-Дзорагетского царства в 979 году под протекторатом Багратидов, регион стал частью управляемого царства Кюрикянов до его роспуска в 1118 году.

После краткого византийского правления Арменией между 1045 и 1064 годами, вторгшиеся сельджуки правили всем регионом, включая Ташир. Однако с образованием под протекторатом Грузии Закаридского княжества Армении в 1201 году восточноармянские территории, включая Гугарк, значительно выросли. После того, как монголы захватили Ани в 1236 году, Ташир стал частью Ильханства в качестве монгольского протектората, а Закариды стали вассалами монголов. После падения Ильханства в середине XIV века князья Закаридов правили Таширом до 1360 года, когда они пали от вторгшихся тюркских племен.

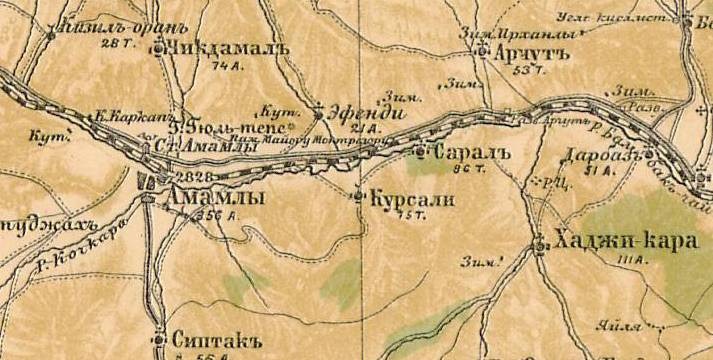
Амамлы на военно-топографической карте Кавказского края 1877 года

Первыми жителями села были армянские переселенцы из персидского города Хой.
В 1801 году Картли-Кахетинское царство, включая село Хамамлу (Амамлы), было присоединено к Российской империи и на тот момент было заселено в основном памбакскими азербайджанцами (в источнике - "Памбакские татары"). В 1840 году Хамамлу вошел в состав Александропольского уезда Грузино-Имеретинской губернии, в 1846 году уезд был включен в Тифлисскую губернию, а в 1849 году - в Эриванскую губернию.
В ноябре 1918 года Хамамлу был включен в состав новообразованной Республики Армения. После советизации Армении в декабре 1920 года Хамамлу был окончательно включен в состав Советской Армении 11 февраля 1921 года.
В 1937 году был образован Спитакский район, центром котором стало село Амамлу. Завод молочных продуктов 1937 года был первым промышленным предприятием, открытым в Хамамлу при советской власти, за ним последовал сахарный завод в 1947 году.
В 1948 году Амамлу был переименован в Спитак. В 1960 году Спитак получил статус города. В 1971 году стал городом республиканского подчинения.
В 1980 году был утвержден новый градостроительный план, а в 1983 году был открыт спортивный комплекс города.

### Землетрясение 1988 года

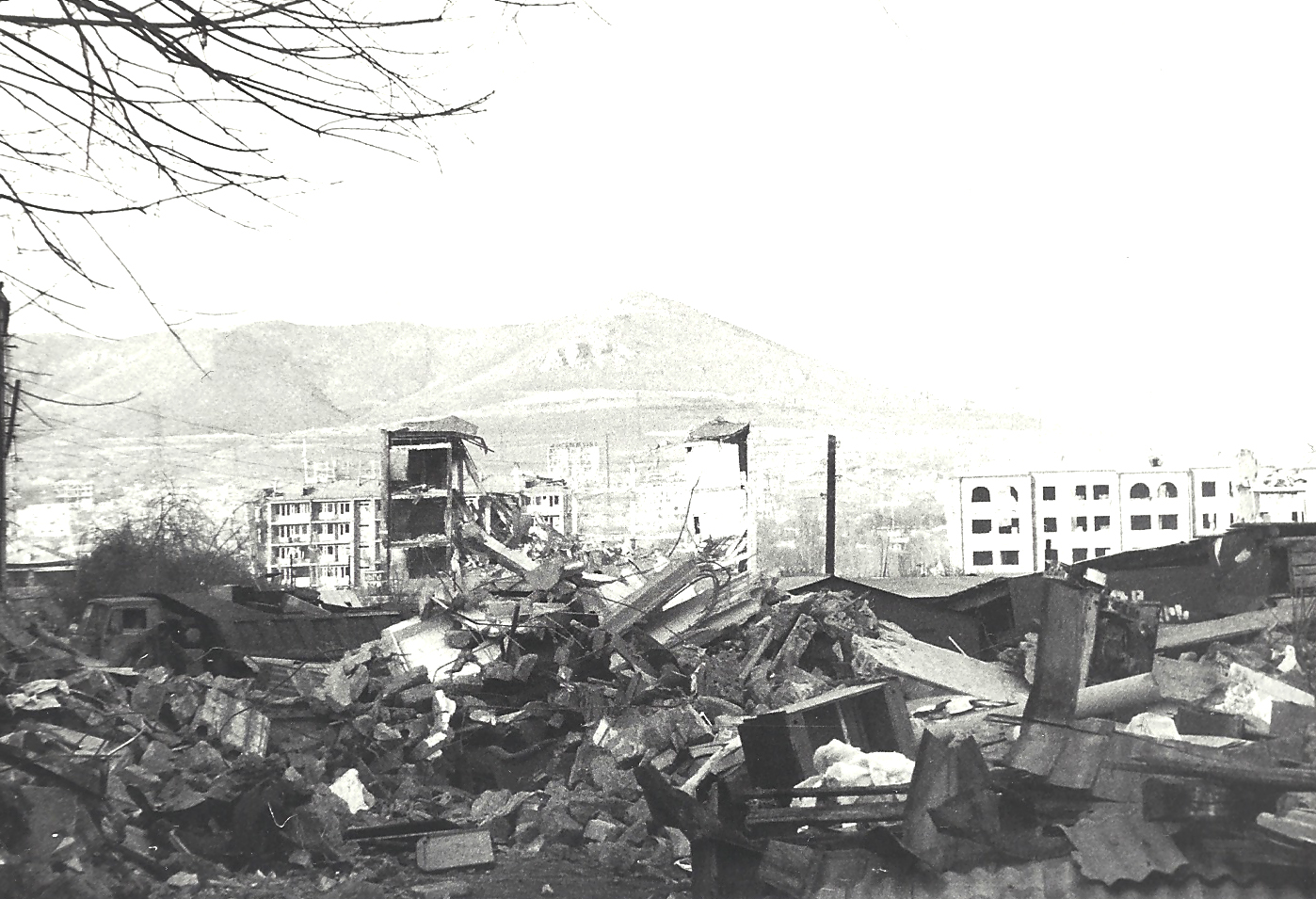
Последствия землетрясения

7 декабря 1988 года во время землетрясения магнитудой 6,8—7,2 треть Спитака была полностью разрушена, а 15 тысяч жителей города погибли.
При доставке помощи разбились югославский (летевший из Анкары) и советский (летевший из Азербайджана) самолёты. Погибли 9 членов экипажа и 63 военнослужащих.
После распада Советского Союза Спитак был постепенно восстановлен усилиями правительства, а также армянской диаспоры при содействии многих стран, включая Узбекистан, Швейцарию, Россию, Австрию, Финляндию, Норвегию, Италию, Германию, Чехию, Эстонию и Великобританию.

## Города-побратимы
- Таузанд-Окс, США
- Лиммен, Нидерланды
- Орша, Белоруссия

## Галерея

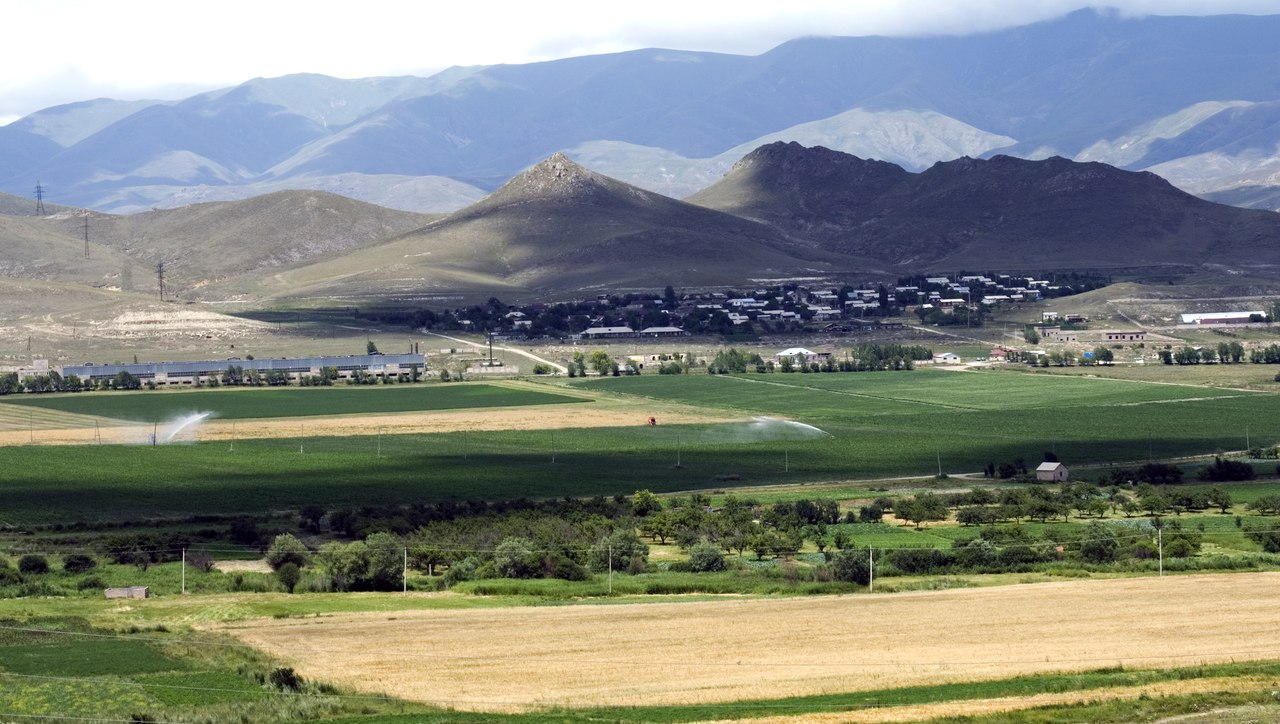
Общий вид Спитака
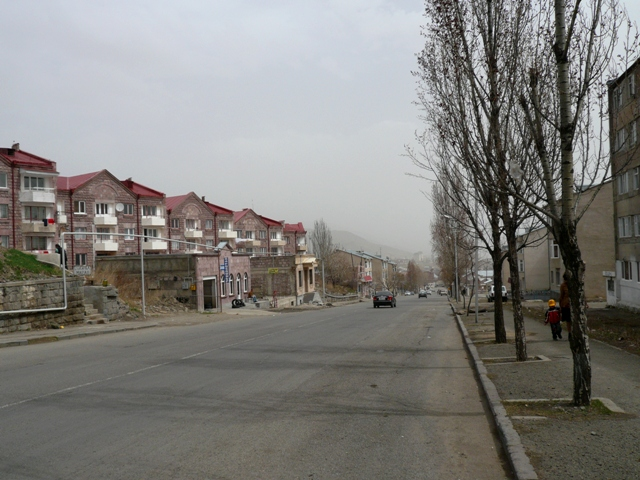
Городская улица
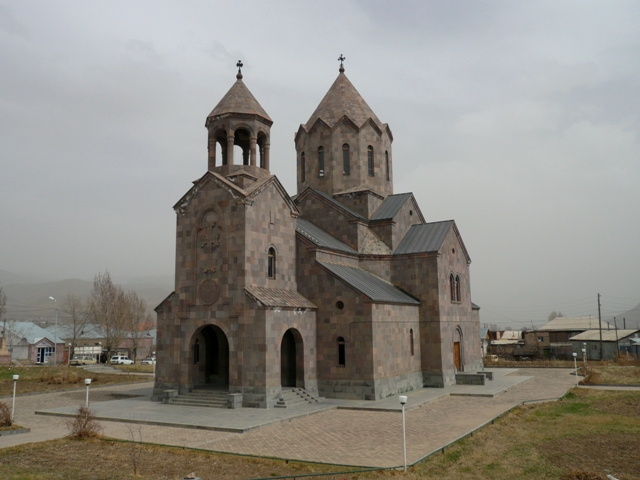
Церковь Воскресения
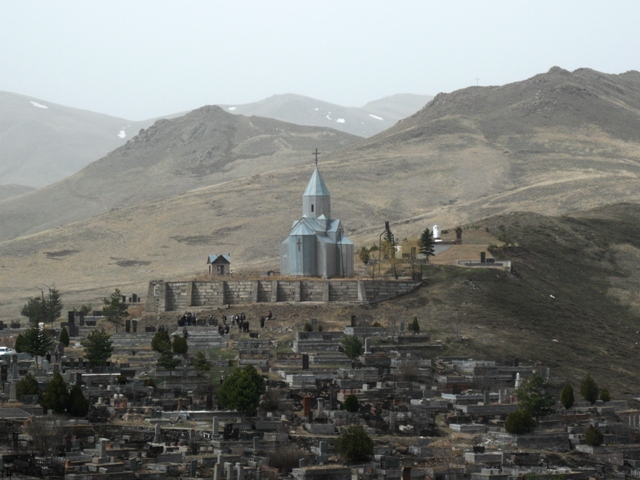
Кладбище. На вершине холма — металлическая церковь
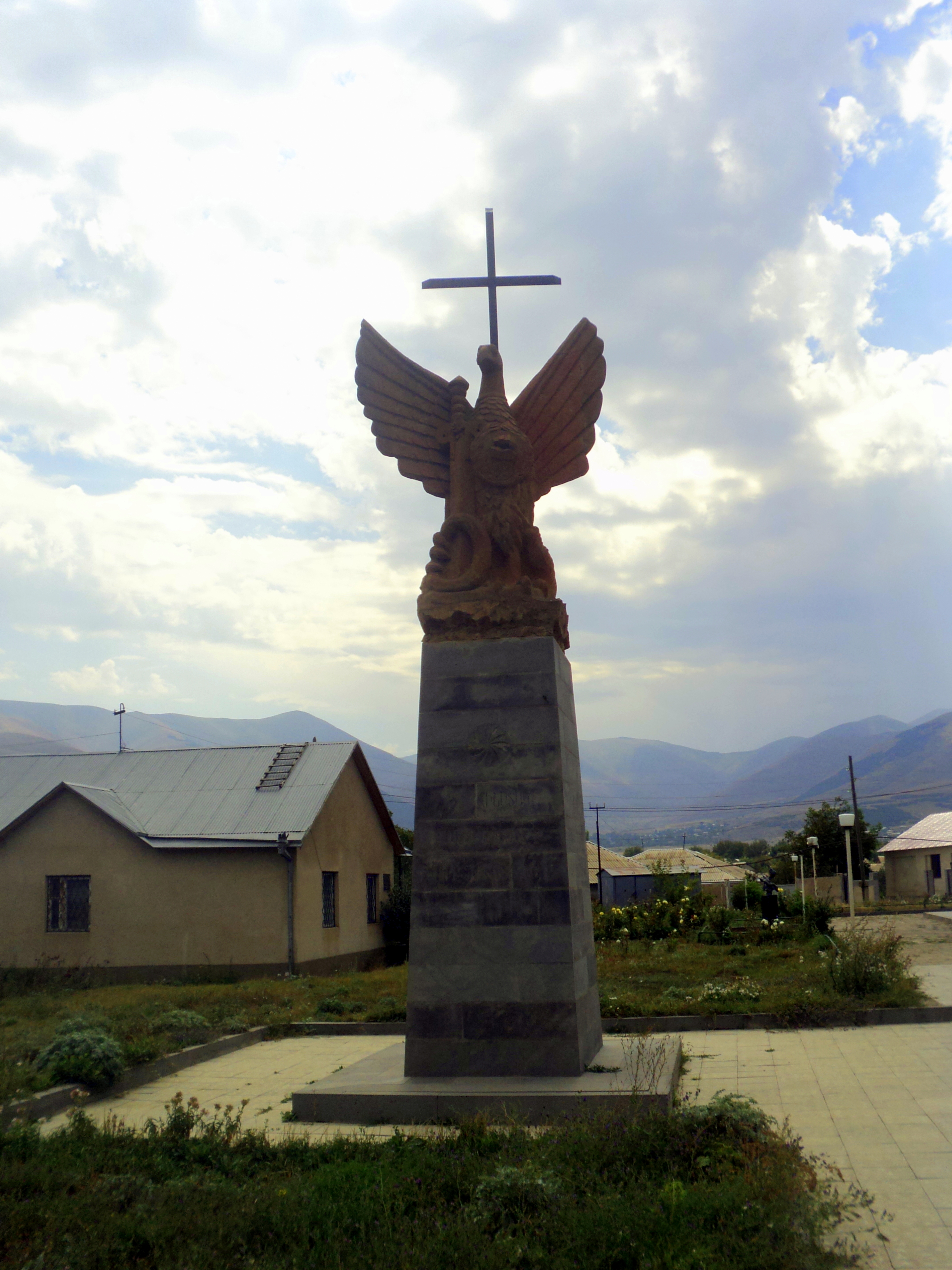
Орел с мечом и крестом, в Спитаке, во дворе церкви Святого Арутюна
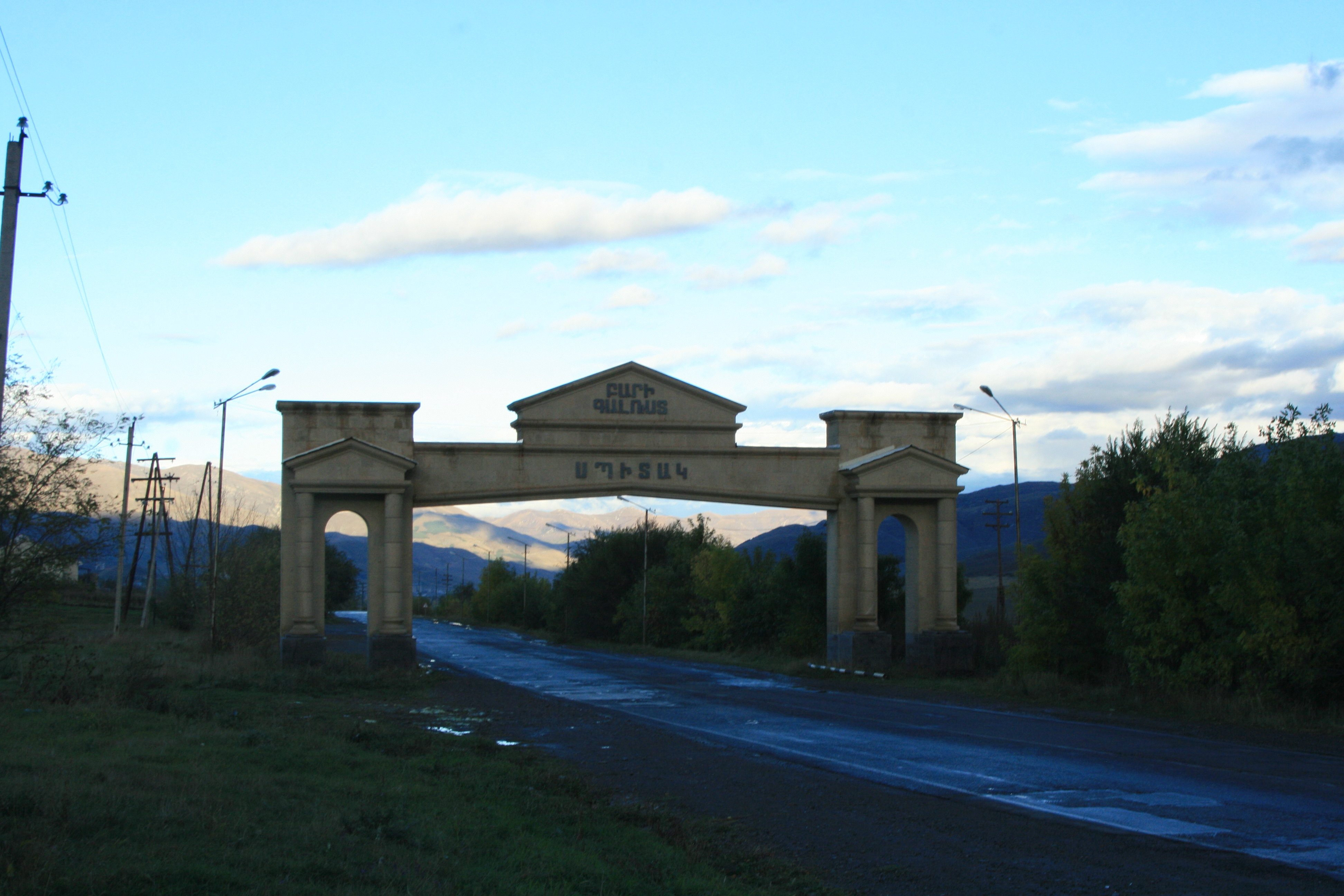
Добро пожаловать в Спитак